# الإعاقة في بوليفيا
الإعاقة في بوليفيا تشير إلى حالة الأشخاص الذين يعانون من إعاقات بدنية أو عقلية أو حسية في بوليفيا. وقد خطت الدولة خطوات مهمة نحو الاعتراف بحقوق هذه الفئة وتعزيز مشاركتها الكاملة في المجتمع، تماشيًا مع الالتزامات الدولية التي تعهدت بها.

## التاريخ
وقّعت بوليفيا على اتفاقية حقوق الأشخاص ذوي الإعاقة في 13 أغسطس 2007، وصدّقت عليها رسميًا في 16 نوفمبر 2009، لتدخل حيز التنفيذ في 16 ديسمبر من العام نفسه. ومنذ ذلك الحين، بدأت الدولة باتخاذ خطوات تشريعية وإدارية تهدف إلى تحسين ظروف معيشة الأشخاص ذوي الإعاقة وضمان حقوقهم في مختلف المجالات مثل التعليم، والعمل، والرعاية الصحية، والمشاركة في الحياة العامة.

## الإحصائيات
تشير التقديرات الرسمية إلى وجود ما مجموعه 741,382 شخصًا من ذوي الإعاقة في بوليفيا. وقد تم تصنيف هذه الإعاقات على النحو التالي:
الإعاقة الذهنية: 222,410 أشخاص
الإعاقة الجسدية (الحركية): 222,410 أشخاص
الإعاقة الحسية (البصرية أو السمعية): 259,480 أشخاص
إعاقات أخرى: 37,070 أشخاص
وتشير هذه الأرقام إلى التحديات الكبيرة التي تواجهها الدولة في توفير الدعم الشامل والمناسب لهذه الفئات، لا سيما في المناطق الريفية والفقيرة.

## التشريعات والسياسات
أقرت بوليفيا عددًا من القوانين التي تعزز حقوق الأشخاص ذوي الإعاقة، بما في ذلك قوانين تُلزم الإدارات العامة والخاصة بتوفير تسهيلات مناسبة في مقراتها، وتوظيف نسبة من ذوي الإعاقة ضمن كوادرها. كما أطلقت الدولة برامج للمساعدة الاجتماعية والتأهيل والتدريب المهني، إضافة إلى دعم التعليم الشامل.

## التحديات
رغم التقدم الملحوظ، لا يزال الأشخاص ذوو الإعاقة في بوليفيا يواجهون عقبات عدة، من أبرزها:
قلة البنية التحتية المراعية لاحتياجاتهم في المرافق العامة ووسائل النقل.
محدودية فرص العمل الملائمة لهم، وارتفاع مستويات البطالة.
استمرار بعض أشكال التمييز المجتمعي.
ضعف الخدمات الصحية المتخصصة في بعض المناطق.

## جهود المجتمع المدني
تساهم منظمات المجتمع المدني بدور كبير في الدفاع عن حقوق الأشخاص ذوي الإعاقة في بوليفيا، من خلال التوعية المجتمعية، وتقديم الدعم القانوني، وتنظيم الحملات والمبادرات، والمطالبة بتطبيق السياسات الحكومية بشكل فعّال.